# Jeopark Kula Belediye Spor Kulübü 2018-2019
Questa voce raccoglie le informazioni riguardanti il Jeopark Kula Belediye Spor Kulübü nelle competizioni ufficiali della stagione 2018-2019.

## Organigramma societario
Area direttiva
- Presidente: Vedat Yılmaz

Area tecnica
- Allenatore: Mariusz Sordyl (fino a novembre)[1], Yunus Şahin (da novembre)
- Secondo allenatore: İsmail Özdemir
- Scoutman: Mahir Can Otlu

## Rosa
| N° | Nome              | Ruolo | Data di nascita   | Nazionalità sportiva |
| -- | ----------------- | ----- | ----------------- | -------------------- |
| 1  | Burak Köse        | C     | 4 gennaio 1987    | Turchia              |
| 1  | Emir Gökçınar     | P     | -                 | Turchia              |
| 2  | Harun Salif       | S     | 5 luglio 1991     | Turchia              |
| 3  | Milad Hassanloo   | P     | 16 luglio 1998    | Iran                 |
| 4  | Demirhan Durul    | O     | 5 novembre 1989   | Turchia              |
| 5  | Žiga Štern        | S     | 2 gennaio 1994    | Slovenia             |
| 6  | Okan Demirbaş     | L     | 5 luglio 1986     | Turchia              |
| 7  | Umut Baran        | C     | 3 febbraio 1986   | Turchia              |
| 9  | Maksim Buculjević | P     | 20 settembre 1991 | Serbia               |
| 9  | Ali Dağlar        | S     | 1º giugno 1997    | Turchia              |
| 10 | Turgay Doğan      | S     | 14 febbraio 1984  | Turchia              |
| 11 | Pablo Bengolea    | S     | 8 maggio 1986     | Argentina            |
| 11 | Çağlar Aksoy      | P     | 13 luglio 1984    | Turchia              |
| 12 | Bünyamin Aslan    | C     | 13 agosto 1996    | Turchia              |
| 13 | Vladimir Jekić    | O     | 16 luglio 1983    | Serbia               |
| 14 | Ceyhun Tendar     | P     | 14 aprile 1987    | Turchia              |
| 15 | Ertuğrul Metin    | S     | 1º gennaio 1996   | Turchia              |
| 17 | Selim Yıldırım    | L     | 27 marzo 1986     | Turchia              |
| 18 | Ali Candan        | S     | 1º gennaio 1990   | Turchia              |

## Statistiche

### Statistiche di squadra
| Competizione     | Punti | In casa | In casa | In casa | In trasferta | In trasferta | In trasferta | Totale | Totale | Totale |
| Competizione     | Punti | G       | V       | P       | G            | V            | P            | G      | V      | P      |
| ---------------- | ----- | ------- | ------- | ------- | ------------ | ------------ | ------------ | ------ | ------ | ------ |
| Efeler Ligi      | 5,3   | 11      | 0       | 11      | 11           | 0            | 11           | 28     | 0      | 28     |
| Coppa di Turchia | -     | 1       | 0       | 1       | 1            | 0            | 1            | 2      | 0      | 2      |
| Totale           | -     | 12      | 0       | 12      | 12           | 0            | 12           | 30     | 0      | 30     |

G = partite giocate; V = partite vinte; P = partite perse

### Statistiche dei giocatori
| Giocatore     | Campionato | Campionato | Campionato | Campionato | Campionato | Coppa di Turchia | Coppa di Turchia | Coppa di Turchia | Coppa di Turchia | Coppa di Turchia | Totale | Totale | Totale | Totale | Totale |
| Giocatore     | P          | PT         | AV         | MV         | BV         | P                | PT               | AV               | MV               | BV               | P      | PT     | AV     | MV     | BV     |
| ------------- | ---------- | ---------- | ---------- | ---------- | ---------- | ---------------- | ---------------- | ---------------- | ---------------- | ---------------- | ------ | ------ | ------ | ------ | ------ |
| Ç. Aksoy      | 21         | 66         | 43         | 10         | 13         | 2                | 3                | 3                | 0                | 0                | 23     | 69     | 46     | 10     | 13     |
| B. Aslan      | 23         | 70         | 47         | 18         | 5          | 2                | 6                | 4                | 2                | 0                | 25     | 76     | 51     | 20     | 5      |
| U. Baran      | 4          | 11         | 10         | 0          | 1          | -                | -                | -                | -                | -                | 4      | 11     | 10     | 0      | 1      |
| P. Bengolea   | 0          | 0          | 0          | 0          | 0          | -                | -                | -                | -                | -                | 0      | 0      | 0      | 0      | 0      |
| M. Buculjević | 3          | 11         | 4          | 6          | 1          | -                | -                | -                | -                | -                | 3      | 11     | 4      | 6      | 1      |
| A. Candan     | 2          | 5          | 5          | 0          | 0          | -                | -                | -                | -                | -                | 2      | 5      | 5      | 0      | 0      |
| A. Dağlar     | 13         | 24         | 21         | 3          | 0          | -                | -                | -                | -                | -                | 13     | 24     | 21     | 3      | 0      |
| O. Demirbaş   | 1          | 0          | 0          | 0          | 0          | -                | -                | -                | -                | -                | 1      | 0      | 0      | 0      | 0      |
| T. Doğan      | 3          | 42         | 27         | 7          | 8          | -                | -                | -                | -                | -                | 3      | 42     | 27     | 7      | 8      |
| D. Durul      | 26         | 243        | 206        | 16         | 21         | 2                | 14               | 11               | 2                | 1                | 28     | 257    | 217    | 18     | 22     |
| E. Gökçınar   | 10         | 0          | 0          | 0          | 0          | 2                | 0                | 0                | 0                | 0                | 12     | 0      | 0      | 0      | 0      |
| M. Hassanloo  | 13         | 9          | 8          | 0          | 1          | -                | -                | -                | -                | -                | 13     | 9      | 8      | 0      | 1      |
| V. Jekić      | 20         | 298        | 272        | 18         | 8          | 2                | 25               | 25               | 0                | 0                | 22     | 323    | 297    | 18     | 8      |
| B. Köse       | 3          | 10         | 7          | 2          | 1          | -                | -                | -                | -                | -                | 3      | 10     | 7      | 2      | 1      |
| E. Metin      | 25         | 162        | 99         | 47         | 16         | 2                | 9                | 4                | 4                | 1                | 27     | 171    | 103    | 51     | 17     |
| H. Salif      | 17         | 155        | 130        | 15         | 10         | 2                | 16               | 13               | 3                | 0                | 19     | 171    | 143    | 18     | 10     |
| Ž. Štern      | 4          | 57         | 49         | 4          | 4          | -                | -                | -                | -                | -                | 4      | 57     | 49     | 4      | 4      |
| C. Tendar     | 4          | 2          | 0          | 2          | 0          | -                | -                | -                | -                | -                | 4      | 2      | 0      | 2      | 0      |
| S. Yıldırım   | 27         | 23         | 19         | 2          | 2          | 2                | 0                | 0                | 0                | 0                | 29     | 23     | 19     | 2      | 2      |

P = presenze; PT = punti totali; AV = attacchi vincenti; MV = muri vincenti; BV = battute vincenti